# Ciclisme als Jocs Olímpics d'estiu de 2024 - Contrarellotge femenina
La contrarellotge femenina de ciclisme de carretera als Jocs Olímpics d'estiu de 2024 va tenir lloc el dia 27 de juliol de 2024 a París.
El recorregut complet de 32,4 quilòmetres es va revelar el 5 de juliol de 2023 després de la 4a etapa del Tour de França 2023. Els corredors començaren des de Les Invalides i després van creuar el Sena pel Pont de Sully per arribar a la plaça de la Bastille i després al bosc de Vincennes. Els corredors arribaren a la meitat del recorregut després d'una breu incursió als municipis de Val-de-Marne que voregen la capital. Sortint del Bois de Vincennes pel seu castell, travessaren la plaça de la Nació i van tornar a la plaça de la Bastille per unir-se a les carreteres de l'inici del circuit en sentit contrari. El pont Alexandre III acullia la meta de la cursa.
Per primera vegada en la història dels Jocs, la distància i recorregut eren iguals tant per homes com per dones.

## Llista de països participants
| Equips nacionals (25)- Àustria - Gran Bretanya - Estats Units d'Amèrica - França - Països Baixos - Bèlgica - Nova Zelanda - Itàlia - Polònia - Alemanya - Dinamarca - Eslovènia - Suïssa - Canadà - Espanya - Uzbekistan - Eslovàquia - Afganistan - Ucraïna - Txèquia - Finlàndia - República Popular de la Xina - Tailàndia - Ruanda - Esportistes Neutrals Individuals |
| |

## Medalles
| Or                | Argent               | Bronze             |
| Grace Brown (AUS) | Anna Henderson (GBR) | Chloé Dygert (USA) |

## Classificació
Hi participà la catalana Mireia Benito que va quedar en la 22a posició.
| \| Classificació general \| Classificació general \| Classificació general \| Classificació general \| Classificació general \| \| Corredor \| Corredor \| Equip \| Temps \| \| \| --------------------- \| -------------------------- \| ---------------------- \| --------------------- \| --------------------- \| \| 1r \| Remco Evenepoel \| Bèlgica \| 36' 12" \| \| \| 2n \| Filippo Ganna \| Itàlia \| + 15" \| \| \| 3r \| Wout van Aert \| Bèlgica \| + 25" \| \| \| 4t \| Joshua Tarling \| Gran Bretanya \| + 27" \| \| \| 5è \| Brandon McNulty \| Estats Units d'Amèrica \| + 1' 04" \| \| \| 6è \| Stefan Bissegger \| Suïssa \| + 1' 26" \| \| \| 7è \| Nélson Oliveira \| Portugal \| + 1' 31" \| \| \| 8è \| Stefan Küng \| Suïssa \| + 1' 35" \| \| \| 9è \| Maximilian Schachmann \| Alemanya \| + 1' 38" \| \| \| 10è \| Mikkel Bjerg \| Dinamarca \| + 1' 43" \| \| \| 11è \| Mathias Vacek \| Txèquia \| + 1' 43" \| \| \| 12è \| Ryan Mullen \| Irlanda \| + 1' 45" \| \| \| 13è \| Tobias Foss \| Noruega \| + 1' 45" \| \| \| 14è \| Mattias Skjelmose \| Dinamarca \| + 1' 45" \| \| \| 15è \| Kévin Vauquelin \| França \| + 1' 52" \| \| \| 16è \| Magnus Sheffield \| Estats Units d'Amèrica \| + 1' 53" \| \| \| 17è \| Daan Hoole \| Països Baixos \| + 1' 54" \| \| \| 18è \| Alberto Bettiol \| Itàlia \| + 1' 54" \| \| \| 19è \| Felix Großschartner \| Àustria \| + 2' 05" \| \| \| 20è \| Derek Gee \| Canadà \| + 2' 16" \| \| \| 21è \| Yevgeniy Fedorov \| Kazakhstan \| + 2' 21" \| \| \| 22è \| Attila Valter \| Hongria \| + 2' 33" \| \| \| 23è \| Michał Kwiatkowski \| Polònia \| + 2' 37" \| \| \| 24è \| Laurence Pithie \| Nova Zelanda \| + 2' 37" \| \| \| 25è \| Rui Alberto Faria da Costa \| Portugal \| + 2' 48" \| \| |                            |                        |          |
| |                            |                        |          |
| |                            |                        |          |
| Classificació general |                            |                        |          |
| Corredor | Corredor                   | Equip                  | Temps    |
| 1r | Remco Evenepoel            | Bèlgica                | 36' 12"  |
| 2n | Filippo Ganna              | Itàlia                 | + 15"    |
| 3r | Wout van Aert              | Bèlgica                | + 25"    |
| 4t | Joshua Tarling             | Gran Bretanya          | + 27"    |
| 5è | Brandon McNulty            | Estats Units d'Amèrica | + 1' 04" |
| 6è | Stefan Bissegger           | Suïssa                 | + 1' 26" |
| 7è | Nélson Oliveira            | Portugal               | + 1' 31" |
| 8è | Stefan Küng                | Suïssa                 | + 1' 35" |
| 9è | Maximilian Schachmann      | Alemanya               | + 1' 38" |
| 10è | Mikkel Bjerg               | Dinamarca              | + 1' 43" |
| 11è | Mathias Vacek              | Txèquia                | + 1' 43" |
| 12è | Ryan Mullen                | Irlanda                | + 1' 45" |
| 13è | Tobias Foss                | Noruega                | + 1' 45" |
| 14è | Mattias Skjelmose          | Dinamarca              | + 1' 45" |
| 15è | Kévin Vauquelin            | França                 | + 1' 52" |
| 16è | Magnus Sheffield           | Estats Units d'Amèrica | + 1' 53" |
| 17è | Daan Hoole                 | Països Baixos          | + 1' 54" |
| 18è | Alberto Bettiol            | Itàlia                 | + 1' 54" |
| 19è | Felix Großschartner        | Àustria                | + 2' 05" |
| 20è | Derek Gee                  | Canadà                 | + 2' 16" |
| 21è | Yevgeniy Fedorov           | Kazakhstan             | + 2' 21" |
| 22è | Attila Valter              | Hongria                | + 2' 33" |
| 23è | Michał Kwiatkowski         | Polònia                | + 2' 37" |
| 24è | Laurence Pithie            | Nova Zelanda           | + 2' 37" |
| 25è | Rui Alberto Faria da Costa | Portugal               | + 2' 48" |